# Carlos Jaramillo
Carlos María Jaramillo Mesa (nascido em 16 de janeiro de 1961) é um ex-ciclista colombiano. Representou seu país, Colômbia, no ciclismo nos Jogos Olímpicos de Verão de 1984.